# Caverne de la Glacière
La caverne de la Glacière est une glacière de l'île de La Réunion, département d'outre-mer français dans le sud-ouest de l'océan Indien. Située entre le Maïdo et le Grand Bénare, elle était exploitée quand existait toujours l'esclavage à Bourbon pour l'extraction de glace. Elle relève aujourd'hui de la commune de Trois-Bassins et du parc national de La Réunion. Les esclaves y travaillaient beaucoup  